# Дионисос
Дионисос (грч. Διόνυσος) општина је у Грчкој. По подацима из 2011. године број становника у општини је био 40.193.

## Становништво
| 2011.  |
| ------ |
| 40.193 |